# النقابات العمالية في ألمانيا

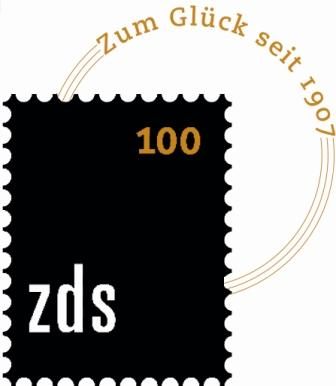
شعار الرابطة المركزية لعمال تنظيف المداخن الألمانية 2008

يعود تاريخ النقابات العمالية في ألمانيا إلى الثورة الألمانية عام 1848، ولا تزال تلعب دورًا مهمًا في الاقتصاد والمجتمع الألماني.
أهم منظمة عمالية هي الاتحاد الألماني للنقابات العمالية (دويتشه غيفاكشافتسبويند، أو دي جي بي)، وهو الاتحاد الجامع لثماني نقابات منفردة للقطاعات الاقتصادية الفردية، ويمثل أكثر من 6 ملايين شخص منذ عام 2014. ويعد اتحاد المعادن أكبر نقابة عمالية فردية، التي تضم منذ عام 2014 نحو 2.3 مليون عضوًا في الصناعات المعدنية (بما في ذلك صناعة السيارات والآلات) والإلكترونيات والصلب والمنسوجات والخشب والصناعات التركيبية.

## الوضع الراهن
يعتبر الاتحاد الألماني للنقابات العمالية أكبر منظمة جامعة للنقابات في ألمانيا. وتغطي النقابات الثمانية المختلفة التي تنتمي إليها العديد من قطاعات الصناعة الألمانية والخدمات العامة مثل الشرطة والتعليم العالي والمهني. في عام 2001، وحد الاتحاد الألماني للنقابات العمالية 84% من جميع أعضاء النقابات في ألمانيا. وبينما كان عدد الأعضاء أكثر من أحد عشر مليونًا في عام 1991، فقد انخفض إلى 6.19 مليون في عام 2010. ومن بين هؤلاء الأعضاء كان نحو الثلثين على رأس عملهم. وتوضح القائمة التالية النقابات التي تنتمي إلى الاتحاد الألماني للنقابات العمالية:
- اتحاد المعادن
- اتحاد الخدمات المتحدة
- اتحاد التعدين والكيماويات والطاقة
- اتحاد بناء البيئة الزراعية
- اتحاد الغذاء والمشروبات والتموين
- اتحاد السكك الحديدية والنقل
- اتحاد التعليم والعلوم
- اتحاد الشرطة

في تسعينيات القرن العشرين، كان نحو ثلاثة أرباع أعضاء المجالس العمالية ينتمون إلى الاتحاد الألماني للنقابات العمالية. وقد انخفض هذا الرقم بشكل طفيف منذ ذلك الحين: في عام 2010، كانت النسبة 68%.

## الوضع القانوني
تعتبر النقابات تحالفات سياسية اجتماعية محمية بشكل خاص بموجب الحق الدستوري المكفول بتشكيل جمعيات للحفاظ على ظروف العمل والظروف الاقتصادية وتعزيزها. والاتفاقات التي تقيد هذا الحق أو تعرقله تعتبر باطلة وغير مشروعة (القانون الأساسي لجمهورية ألمانيا الاتحادية، المادة 9، الفقرة 3).

## التاريخ

### 1329: إضراب الحرفيين
توجد مصادر للإضرابات والنزاعات العمالية منذ العصور الوسطى المبكرة في ألمانيا. فقد حاربهم الحرفيون في البداية. في عام 1329، في بريسلاو، تركت مجموعة من صانعي الأقفال النحاسية عملهم. وفي عام 1389، في كونستانس، كان الخياطون من تركوا العمل، وفي عام 1469، في ألتنبرغ، ترك عمال المناجم عملهم أيضًا. وكانت الأكثر شهرة هي انتفاضة النساجين في سيليزيا عام 1844.

### 1848/1849 و1865: النقابات الأولى
بينما كانت النقابات العمالية تمثل الطبقة العمالية في عصر ما قبل مارس، تأسست النقابات العمالية الأولى على المستوى الوطني في ثورة 1848/1849. في تقليد دستور النقابة، اقتصرت هذه النقابات على مجموعات مهنية واحدة.
بعد إنشاء اتحاد الصحفيين، تأسست جمعيات السجائر والمنسوجات وعمال المعادن في المدن الألمانية المتوسعة. بالإضافة إلى ذلك، كانت هناك جمعيات عمال المناجم والخياطين والخبازين وصناع الأحذية وعمال البناء.
تأسس اتحاد عمال السيجار بألمانيا في برلين عام 1848. وتبعته اتحادات مماثلة في 40 مدينة ألمانية أخرى. كانت الجمعية الألمانية العامة لعمال السيجار التي تأسست في لايبزيغ عام 1865، أول اتحاد منظم مركزيًا في ألمانيا. وأصبح هذا الاتحاد نموذجًا للعديد من النقابات التي أنشأت حديثًا وهو سلف اتحاد الغذاء والمشروبات والتموين. وفي عام 1867، تأسست جمعية المهندسين الألمان. بعد أن سمح دستور جمهورية فايمار لموظفي الخدمة المدنية بالحق في حرية التنظيم، أصبح الاتحاد يسمى اتحاد المهندسين الألمان. ولا يزال الاتحاد نشطًا حتى يومنا هذا، ويعد الأكبر في ألمانيا.